# Robert Capa

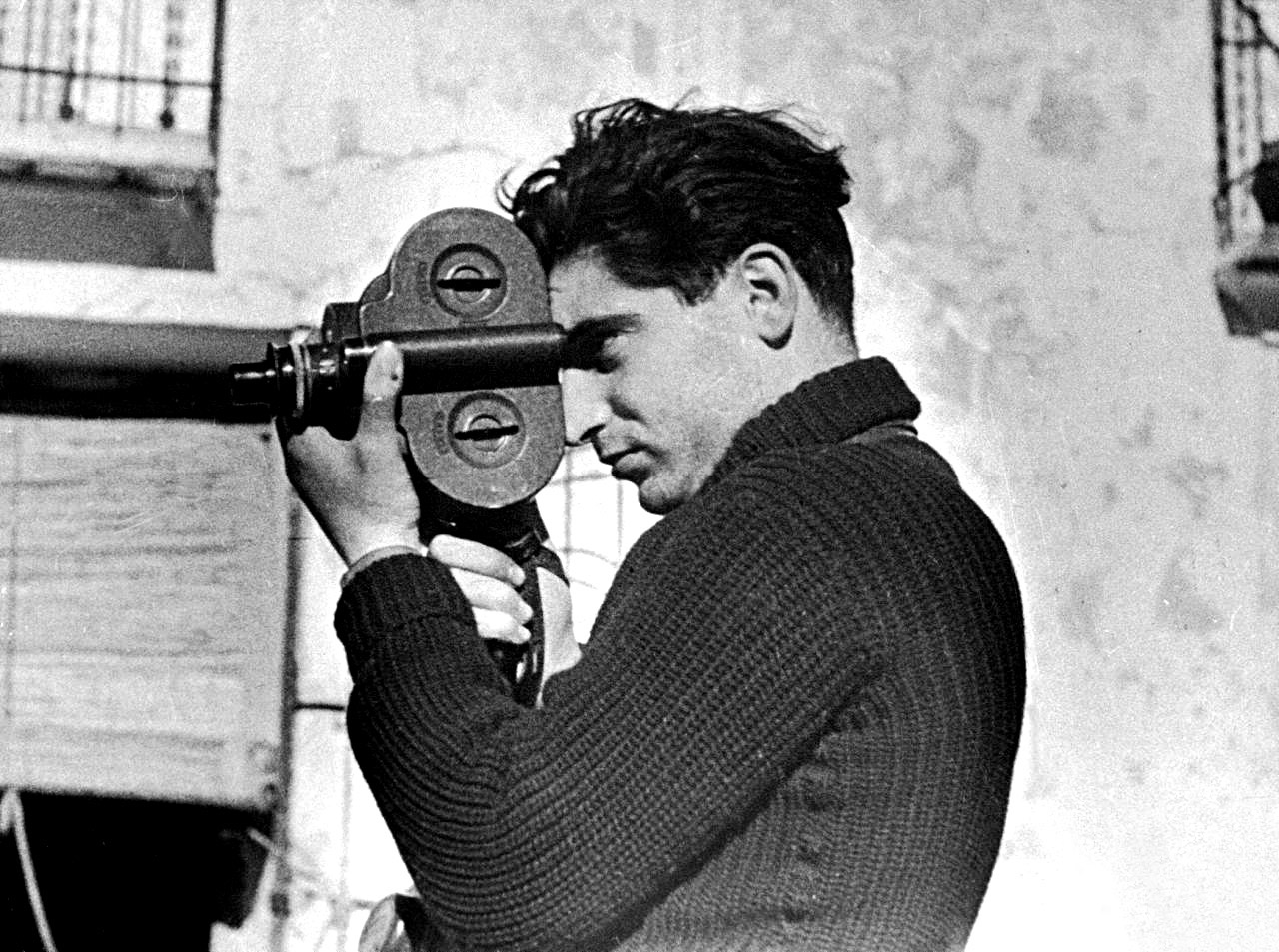
Robert Capa im Spanischen Bürgerkrieg, Foto: Gerda Taro, 1937

Robert Capa (eigentlich Endre Ernő Friedmann, in anderen Schreibweisen auch André Friedmann oder Andrei Friedmann; * 22. Oktober 1913 in Budapest, Österreich-Ungarn; † 25. Mai 1954 in Thái-Bình in der Provinz Thái Bình, Französisch-Indochina) war ein ungarisch-US-amerikanischer Fotograf. Capa wurde vor allem als Kriegsreporter bekannt. Mehrere seiner Aufnahmen von Kriegsschauplätzen erlangten eine ikonische Bedeutung im öffentlichen Bewusstsein wie die vom Spanischen Bürgerkrieg oder die von der Landung der alliierten Streitkräfte am Strand der Normandie (am D-Day im Zweiten Weltkrieg).

## Biographie

### Kindheit und Jugend
Capa wurde als zweiter von drei Söhnen einer jüdischen Schneiderfamilie geboren. Sein jüngerer Bruder trug den Künstlernamen Cornell Capa. Nachdem Robert Capa sich bereits früh im linken politischen Spektrum engagiert hatte, wurde er nach einem kurzen Gefängnisaufenthalt 1931, nach der Festnahme auf einer Demonstration gegen den ungarischen Reichsverweser Miklós Horthy, vor die Wahl gestellt, Ungarn zu verlassen oder vor Gericht gestellt zu werden, woraufhin er nach Deutschland emigrierte.

### Exil in Europa (1931–1939)

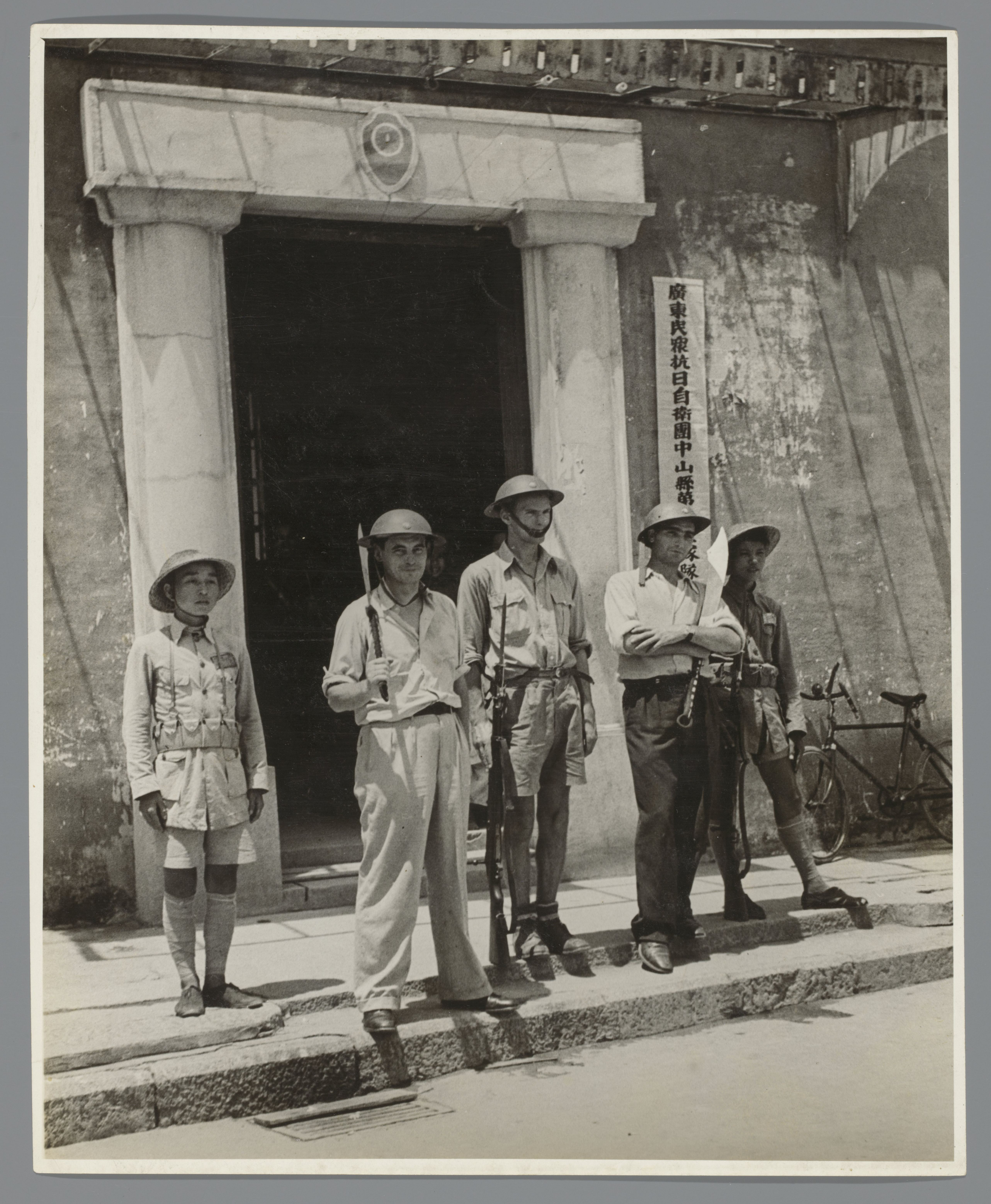
Joris Ivens, John Fernhout und Robert Capa in China (1938)

In Berlin begann er ein Studium der Journalistik an der Deutschen Hochschule für Politik und arbeitete als Fotolaborant beim Ullstein Verlag und 1932/33 als Fotoassistent bei Simon Guttmans Bildagentur Deutschen Photodienst (Dephot oder ab Dezember 1932 Degephot für Deutsche Photogemeinschaft), wozu ihn seine Jugendfreundin, die Fotografin Éva Besnyő, ermuntert hatte. 
Im Dezember 1932 wurden seine ersten Fotos in einer Tageszeitung veröffentlicht, dem Berliner Tageblatt. Die vier von Dephot beauftragten Aufnahmen zeigen Leo Trotzki am 27. November 1932 bei einer Rede in Kopenhagen. Sie erschienen als „photographische Ausdrucksstudien“ mit dem Bildnachweis „Friedmann – Degephot“, also nicht mit dem Namen Capa, am 11. Dezember 1932 auf einer ganzen Seite der illustrierten Sonntags-Beilage Der Welt-Spiegel.
Nach der Machtübernahme durch die Nationalsozialisten 1933 ging er zunächst nach Wien und schließlich nach Paris. Dort lernte er die Fotografen André Kertész, David „Chim“ Seymour und Henri Cartier-Bresson kennen, mit denen er sich anfreundete.

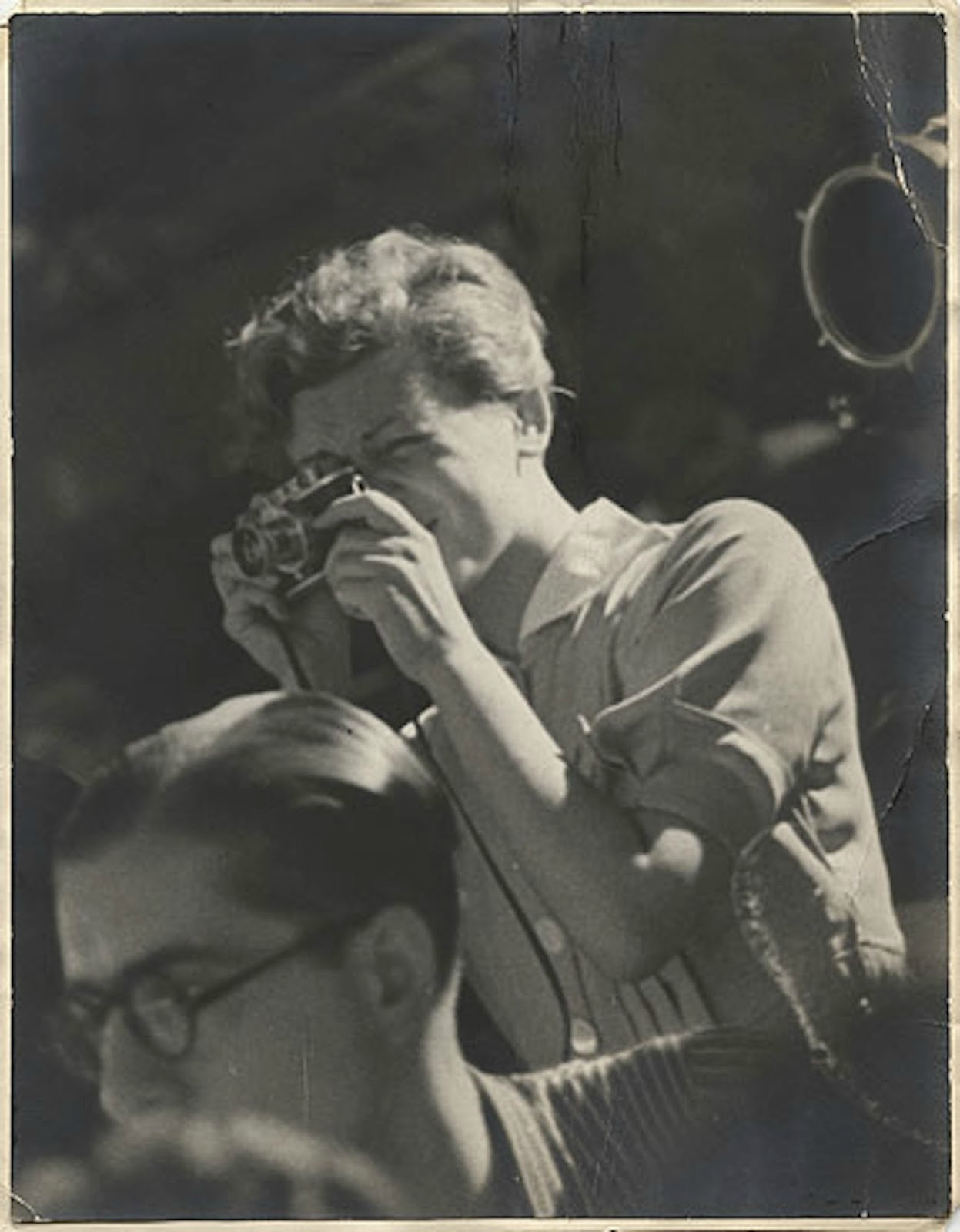
Gerda Taro (eigentlich Gerta Pohorylle), die Freundin von Robert Capa, Spanien, im Juli 1937

In Paris lernte Friedmann im Herbst 1934 Gerta Pohorylle kennen, die wegen ihrer sozialistischen Überzeugungen und jüdischen Herkunft ebenfalls aus Deutschland geflohen war. Sie wurde Capas Lebensgefährtin, seine Schülerin und Fotografin. Um seine Bilder besser verkaufen zu können, erfanden die beiden die Figur „Robert Capa“, einen in Paris lebenden reichen US-amerikanischen Fotografen. Nachdem ein Redakteur den Schwindel aufgedeckt hatte, nahm Friedmann den erfundenen Namen an, und aus Gerta Pohorylle wurde Gerda Taro. 1935 wurde Capa mit Taro und David Seymour von seinem Fotografielehrer Simon Guttmann für eine Fotoreportage nach Spanien geschickt.
Im Spanischen Bürgerkrieg dokumentierte Robert Capa mit seinen Freunden den Kampf der republikanischen Truppen gegen die aufständischen franquistischen Truppen. Die Aufnahmen wurden unter anderem im US-amerikanischen Magazin Life veröffentlicht und machten ihn bekannt. Am 5. September 1936 entstand die Fotografie eines fallenden republikanischen Soldaten im Augenblick seines Todes, die zum bekanntesten Einzelbild des Bürgerkrieges und zu einer fotografischen Ikone des 20. Jahrhunderts avancierte.
Die Aufnahme erschien zusammen mit ähnlichen Szenen am 23. September 1936 in der französischen Illustrierten VU, ähnliche Aufnahmen kurz danach in der Zeitschrift Regards. Der spanische Dokumentarfilm La sombra del iceberg (dt. Der Schatten des Eisbergs) behauptet, dass es sich bei dem dargestellten Kriegsgefallenen nicht, wie geglaubt, um den Anarchisten Federico Borrell García handele. Wie ein genauer Blick von Historikern auf die Aufnahmen in VU und Regards zeigt, stimmt auch der angenommene Ort des Geschehens nicht. Der spanische Forscher José Manuel Susperregui identifizierte die im Hintergrund sichtbare Landschaft als die um Espejo, wo zum fraglichen Zeitpunkt aber keine Todesfälle überliefert sind. Schon Mitte der 1970er Jahre behauptete ein alter Kollege Capas, der ihn öfters in Spanien getroffen hatte, das Foto zeige eine nachgestellte Szene.
Capas Biograf Richard Whelan will Belege dafür haben, dass Capa in einer Pause an der Front von Soldaten Aktionszenen spielen ließ, bei denen auch geschossen wurde. Durch die Schüsse aufmerksam geworden, hätten es gegnerische Soldaten geschafft, einem der posierenden Soldaten beim Springen einen tödlichen Kopfschuss zu versetzen.
Am 25. Juli 1937 wurde Gerda Taro während eines Angriffs der deutschen Legion Condor bei Villanueva de la Cañada an der Brunete-Front von einem republikanischen Panzer überrollt, nachdem sie von einem Trittbrett eines LKW abgerutscht war, mit dem sie aus der Kampfregion flüchten wollte. Einen Tag später erlag sie im englischen Lazarett in El Escorial ihren Verletzungen. Capa erfuhr in Paris aus der Zeitung von ihrem Tod.
Capa reiste 1938 nach China und berichtete über den chinesischen Widerstand gegen die japanische Besatzung. 1939 fotografierte Capa die Tour de France.

### Leben in den USA und Zweiter Weltkrieg
1939 übersiedelte Capa in die USA, wo er 1946 die US-amerikanische Staatsbürgerschaft erhielt. Im Zweiten Weltkrieg fotografierte er als Kriegsberichterstatter für die Zeitschriften Time, Life und Collier’s unter anderem in Nordafrika, in Sizilien und bei der Landung alliierter Soldaten in der Normandie am 6. Juni 1944, am Omaha Beach. Hier entstanden seine – neben dem Foto des gefallenen republikanischen Soldaten – berühmtesten Bilder. Wegen eines Fehlers bei der Entwicklung der Filme im Londoner Fotolabor gibt es von der Invasion (Operation Neptune) nur elf brauchbare Fotos. Bei der Befreiung von Chartres entstand am 16. August 1944 La Tondue de Chartres (Die Geschorene von Chartres), das Bild einer Frau mit Säugling, die der sogenannten Horizontalen Kollaboration beschuldigt wurde. Am 18. April 1945 nahm Capa während der Besetzung Leipzigs Der letzte Tote von dem gefallenen US-Soldaten Raymond J. Bowman auf, der im Haus Jahnallee 61, später bekannt als Capa-Haus, zu Tode gekommen war. Im April 2015 wurde das Teilstück der Erich-Köhn-Straße in Leipzig-Lindenau, das dem Haus gegenüberliegt, in Capastraße umbenannt.

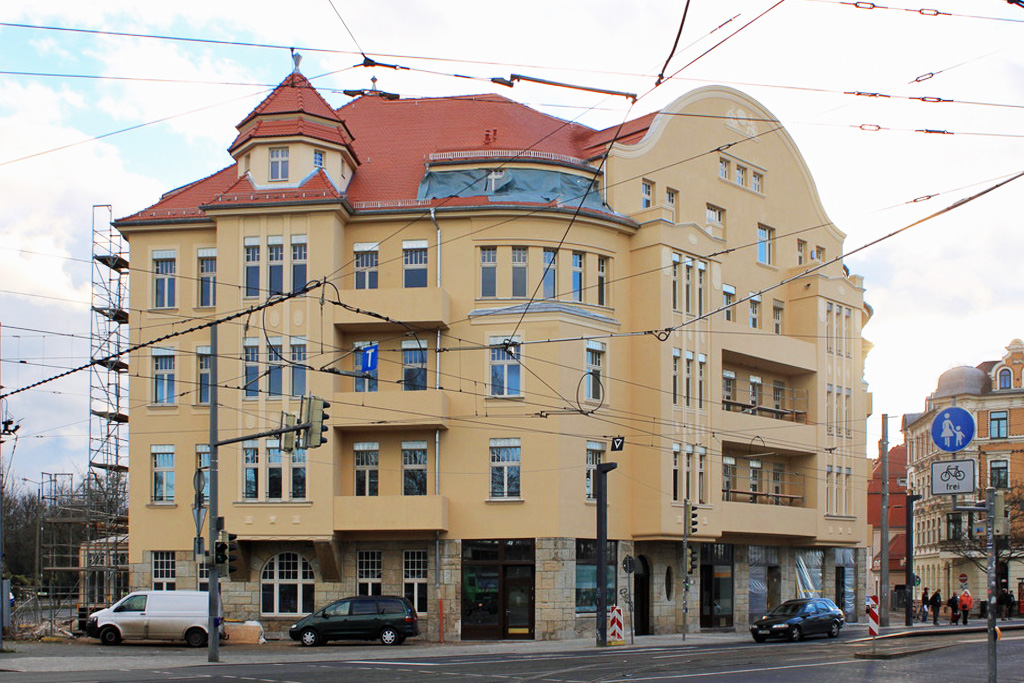
Capa-Haus in Leipzig-Lindenau
Foto Capas kurz nach dem Tod des Soldaten
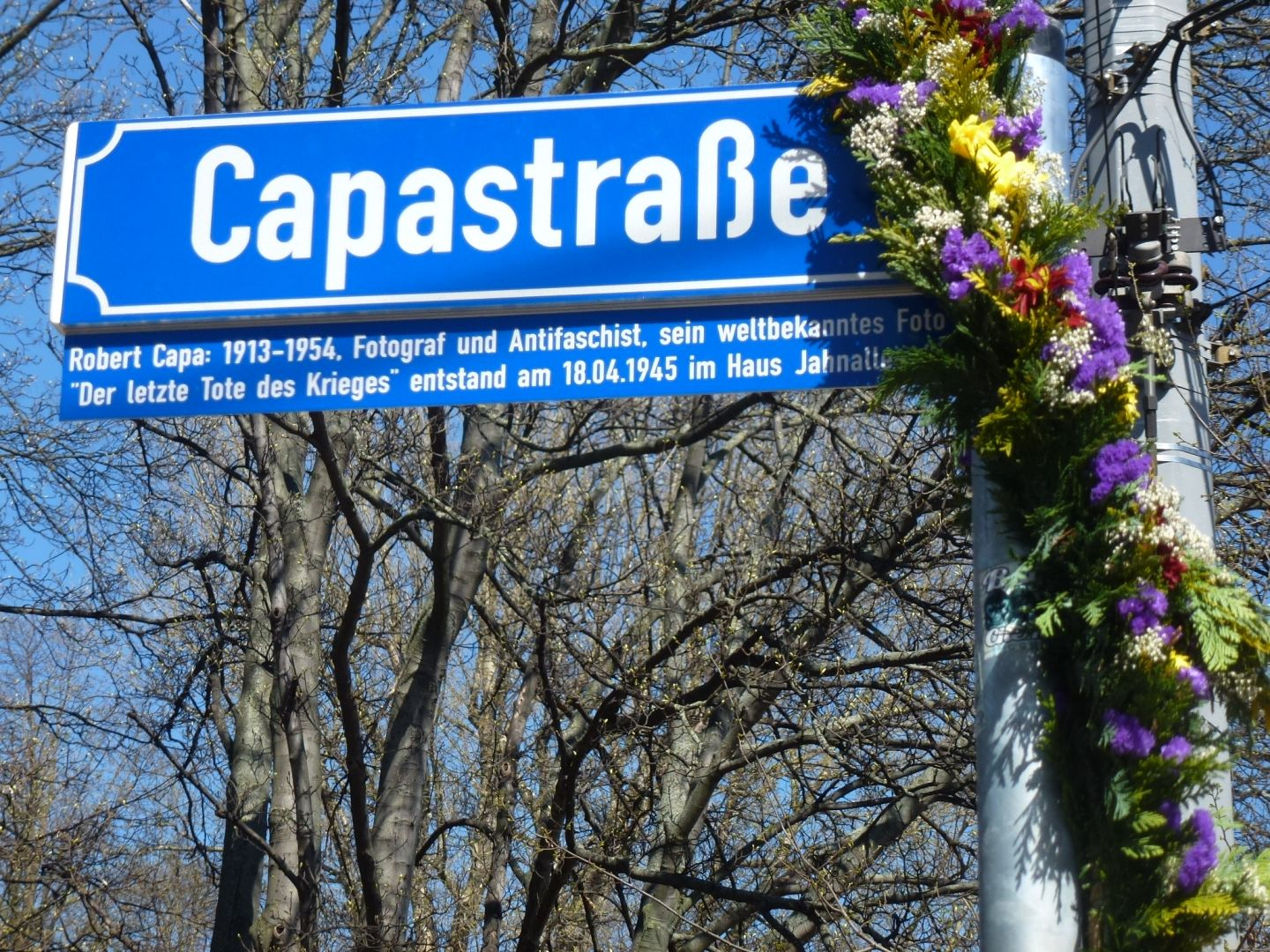
Capastraße in Leipzig

Capa hatte 1945 eine Beziehung mit der Schauspielerin Ingrid Bergman. Er selbst schwieg darüber. Bekannt gemacht wurde sie schließlich von Ingrid Bergman selbst. Die Geschichte hat Chris Greenhalgh in dem 2012 erschienenen Roman Seducing Ingrid Bergman beschrieben.
1947 gründete Capa mit Henri Cartier-Bresson, David Seymour und George Rodger die Fotoagentur Magnum. Er fotografierte weiter, mied jedoch zunehmend die Kriegsberichterstattung. Im gleichen Jahr reiste er mit John Steinbeck im Auftrag der New York Herald Tribune durch die Sowjetunion, um das Leben des einfachen Volkes nach dem Zweiten Weltkrieg zu dokumentieren.
Im Mai/Juni 1948 etwa sechs Wochen und erneut 1949 und 1950 begleitete er die Gründung des Staates Israel mit seiner Kamera und wurde Augenzeuge des Beginns des ersten Nahost-Krieges. Er fotografierte zusammen mit Rudi Weissenstein die israelische Unabhängigkeitserklärung in Tel Aviv, die Altalena und die Ankunft und das karge Leben der jüdischen Flüchtlinge und Olim. Bei der Niederschlagung des Altalena-Putschversuchs wurde er durch eine Kugel leicht verletzt, als er versuchte, die Vorgänge zu dokumentieren. Einige dieser Bilder, wie die einen Koffer schulternde junge Frau in weißem Kleid, an deren Rockzipfel ein kleiner Junge geht (Haifa, 1949 oder 1950), wurden zu Ikonen des zionistischen Narrativs. Auch in diesem Konflikt war Capa nicht neutral, er drehte sogar einen Propagandafilm für die zionistische Organisation United Jewish Appeal in New York.

### Tod

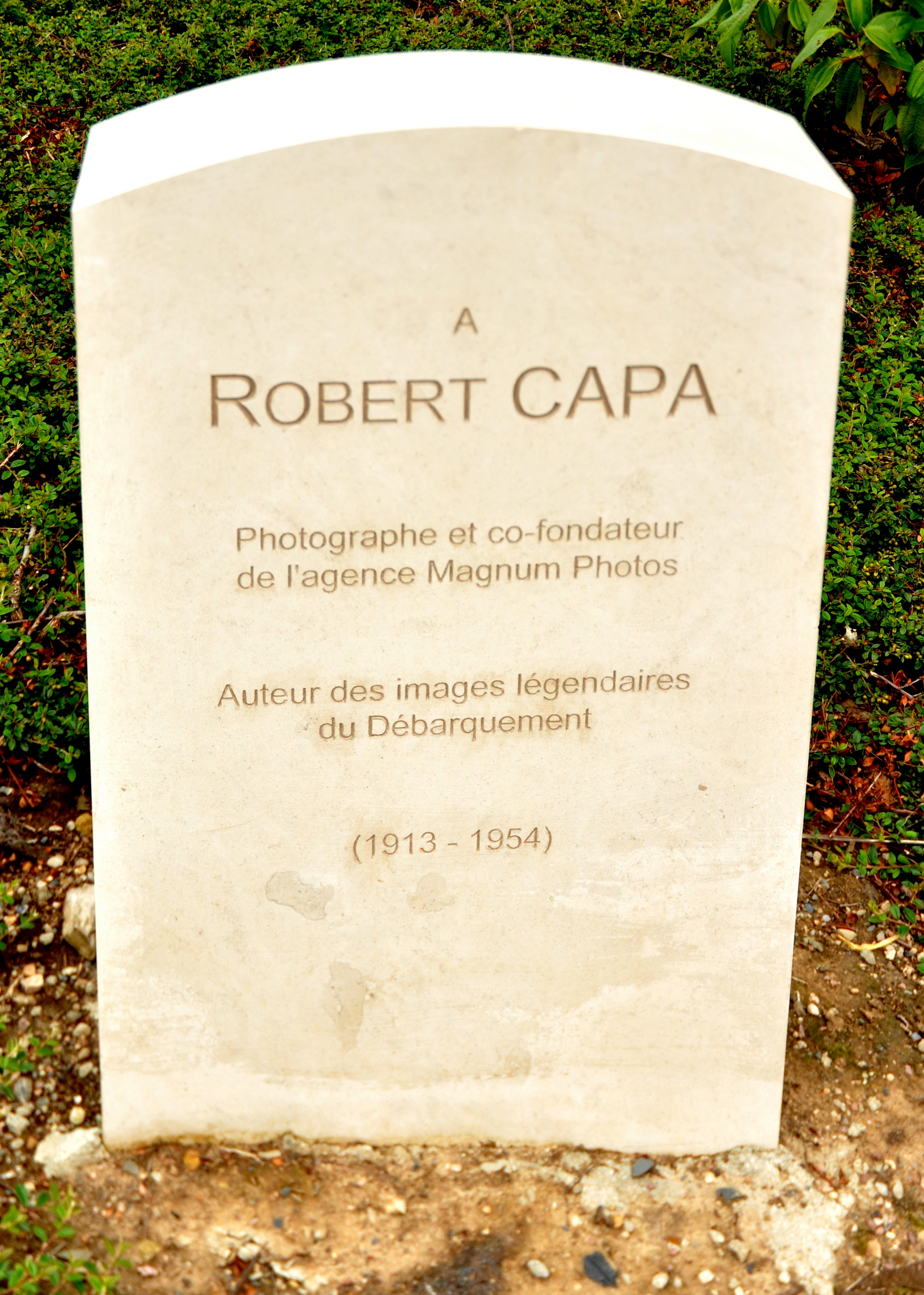
Capas Grab in Amawalk, New York

1954 kehrte Capa zur Kriegsberichterstattung zurück, als Life im Ersten Indochinakrieg dringend einen Fotojournalisten brauchte. Am 25. Mai 1954 kam er in Französisch-Indochina ums Leben, als er auf eine Antipersonenmine trat. Seine letzten Fotografien zeigen einen Minen-Suchtrupp bei Thái Bình. Davon existieren eine schwarzweiße und eine farbige Version. Die Fotos zeigen auf der rechten Seite den Wall, auf dem Capa kurz nach der Aufnahme auf die tödliche Mine trat.
Bestattet wurde Robert Capa in der Familiengrabstätte auf dem Amawalk Hill Cemetery, einem Quäker-Friedhof in Amawalk, Westchester County, im Bundesstaat New York.
Ihm zu Ehren stiftete der Overseas Press Club of America 1955 die Robert Capa Gold Medal, mit der jährlich die beste Fotoreportage ausgezeichnet wird, die ungewöhnliche Einsatzbereitschaft und besonderen Mut erfordert.

## Fotografisches Erbe
Um das fotografische Erbe von Robert Capa – 70.000 Negative – und anderen Fotografen zu bewahren, gründete sein Bruder Cornell Capa 1966 den International Fund for Concerned Photography. Um dieser Sammlung ein Zuhause zu geben, gründete er 1974 das International Center of Photography in New York. In seinem Nachlass befinden sich seit 2008 auch über 3000 lange verschollen geglaubte Negative von Capa, Taro und Seymour aus dem Spanischen Bürgerkrieg, die von einem General nach dem Krieg nach Mexiko in Sicherheit gebracht worden waren. Das lange gesuchte Negativ der Aufnahme des gefallenen Milizionärs befindet sich aber nicht darunter. Eine Auswahl größtenteils unveröffentlichter fotografischer Abzüge von Originalnegativen sind seit 2021 im Robert-Capa-Museum in Troina ausgestellt.

## Zitate
Von Robert Capa stammt die „goldene Regel“ des Fotojournalismus:
- „Wenn deine Bilder nicht gut genug sind, warst du nicht nah genug dran.“
- „Die Wahrheit ist das beste Bild.“
- „Hollywood ist die größte Scheiße, in die ich je getreten bin.“ (nach Robert Capa: In Love and War)[19]

## Würdigungen
Der Regisseur Steven Spielberg stützte sich bei den Anfangsszenen von Der Soldat James Ryan, welche die Landung der alliierten Truppen am Omaha Beach zeigen, Bild für Bild auf die Aufnahmen Capas bei der Landung in der Normandie. Spielberg: I did everything I could to my camera to get June 6 44 to look like Bob Capa’s photographs. (dt.: „Ich tat alles, was ich konnte, mit meiner Kamera, damit die Bilder vom 6. Juni 1944 genauso aussehen wie die Fotos von Robert Capa.“)
Das Lied Kamikaze Cappa von Falco auf dem Album Emotional ist eine Hommage an Robert Capa.
Der Song Taro der britischen Gruppe Alt-J auf ihrem Album An Awesome Wave (2012) erzählt vom Tod Robert Capas und seiner Beziehung zu Gerda Taro.
In dem Filmdrama Salvador von Oliver Stone (1986) zitiert der Journalist John Cassady Capas geflügeltes Wort  „Wenn deine Bilder nicht gut genug sind, warst du nicht nah genug dran“. Daraufhin macht er ein aussagekräftiges Beweisfoto und wird dabei erschossen.
Ein Asteroid wurde 2022 nach ihm benannt: (210070) Robertcapa.

## Veröffentlichungen
- Death in the Making. (Fotos von Robert Capa und Gerda Taro, Layout von André Kertész). Covici-Friede, New York 1938.
- The Battle of Waterloo Road. Random House, New York 1941.
- Slightly out of Focus. Henry Holt, New York 1947.
- A Russian Journal. Viking, New York 1948 (Text von John Steinbeck).
  - Deutsch: Russische Reise. Aus dem Englischen von Susann Urban. Edition Büchergilde, Frankfurt am Main, Wien und Zürich 2011, ISBN 978-3-7632-6398-1.
- Report on Israel. Simon and Schuster, New York 1950.

### Monografien, Biografien und Kataloge
– chronologisch –
- Peter Härtling: Der spanische Soldat oder Finden und Erfinden. (= Frankfurter Poetik-Vorlesungen). Luchterhand, Hamburg 1984, ISBN 3-472-61600-8, (Taschenbuchausgabe: dtv, München, ISBN 3-423-11993-4).
- Richard Whelan: Die Wahrheit ist das beste Bild. Robert Capa, Photograph. Eine Biographie. Köln 1985, ISBN 3-462-02312-8.
- Diethart Kerbs (Hrsg.): Sommertage, Friedenstage: Berlin 1945. (= Edition Photothek, 16). Nishen-Verlag, Berlin 1986, ISBN 3-88940-216-X.
- Richard Whelan (Hrsg.): Robert Capa – Photographs. Mit einem Vorwort von Henri Cartier-Bresson und einem Nachruf von Cornell Capa. Aperture, New York 1996, ISBN 0-89381-675-2 (gebunden), ISBN 0-89381-690-6, (Taschenbuch), (englisch).
- Juan Pablo Fusi Aizpurúa (Hrsg.): Heart of Spain. Robert Capa's Photographs of the Spanish Civil War. Aperture, New York 1999, ISBN 0-89381-831-3.
- Alex Kershaw: Robert Capa. Ullstein, Berlin 2004, ISBN 3-550-07607-X.
- Laure Beaumont-Maillet (Red.): Robert Capa – Retrospektive. Ausstellungskatalog, Martin-Gropius-Bau, Berlin 2005. Hrsg. von den Berliner Festspielen und der Bibliothèque Nationale de France. Nicolai, Berlin 2005, ISBN 3-89479-237-X.
- Agnes Matthias: „A Memorable One“. Fotografien von Robert Capa (1913–1954). In: Zeithistorische Forschungen, 2004, Heft 2, (Volltext).
- Richard Whelan (Hrsg.): Robert Capa. Die Sammlung. Phaidon Verlag, Berlin 2005, ISBN 0-7148-9468-0.
- Herbert Molderings: Eine Schule der modernen Fotoreportage. Die Fotoagentur Dephot (Deutscher Photodienst) 1928 bis 1933. In: Fotogeschichte. Beiträge zur Geschichte und Ästhetik der Fotografie, 2008, Ausgabe 107, S. 4–21.
- Amanda Vaill: Hotel Florida. Wahrheit, Liebe und Verrat im Spanischen Bürgerkrieg. Aus dem Englischen von Susanne Held. Klett-Cotta, Stuttgart 2015, ISBN 978-3-60894-915-5, eingeschränkte Vorschau in der Google-Buchsuche.

### Romane zu Robert Capa
- Mirjam Wilhelm: Die Liebenden des Lichts. Lübbe Verlag, Bergisch Gladbach 2004, ISBN 3-7857-2176-5.
- Martha Gellhorn: Bis der Tod uns scheide, in: Paare – Ein Reigen in vier Novellen. Übersetzung Miriam Mandelkow. Dörlemann Verlag, Zürich 2007, ISBN 978-3-908777-26-7
- Susana Fortes: Warten auf Robert Capa. Roman. Übersetzung aus dem Spanischen von Judith Petrus. Ebersbach & Simon, Berlin 2016, ISBN 978-3-869151205.
- Kate Lord Brown: Das Haus der Tänzerin. Piper, München 2013, ISBN 978-3-492-30232-6.
- Heinz-Joachim Simon: Robert Capa und Hemingways Geschichte. Westkreuz Verlag, Berlin 2014, ISBN 978-3-944836-12-6.
- Helena Janeczek: Das Mädchen mit der Leica. Roman. Übersetzung aus dem Italienischen von Verena von Koskull. Berlin Verlag, Berlin 2020, ISBN 978-3827013989

## Musik
- Falco: Kamikaze Cappa (Emotional, 1986)
- Alt-J: Taro (An Awesome Wave, 2012)

## Ausstellungen (Auswahl)

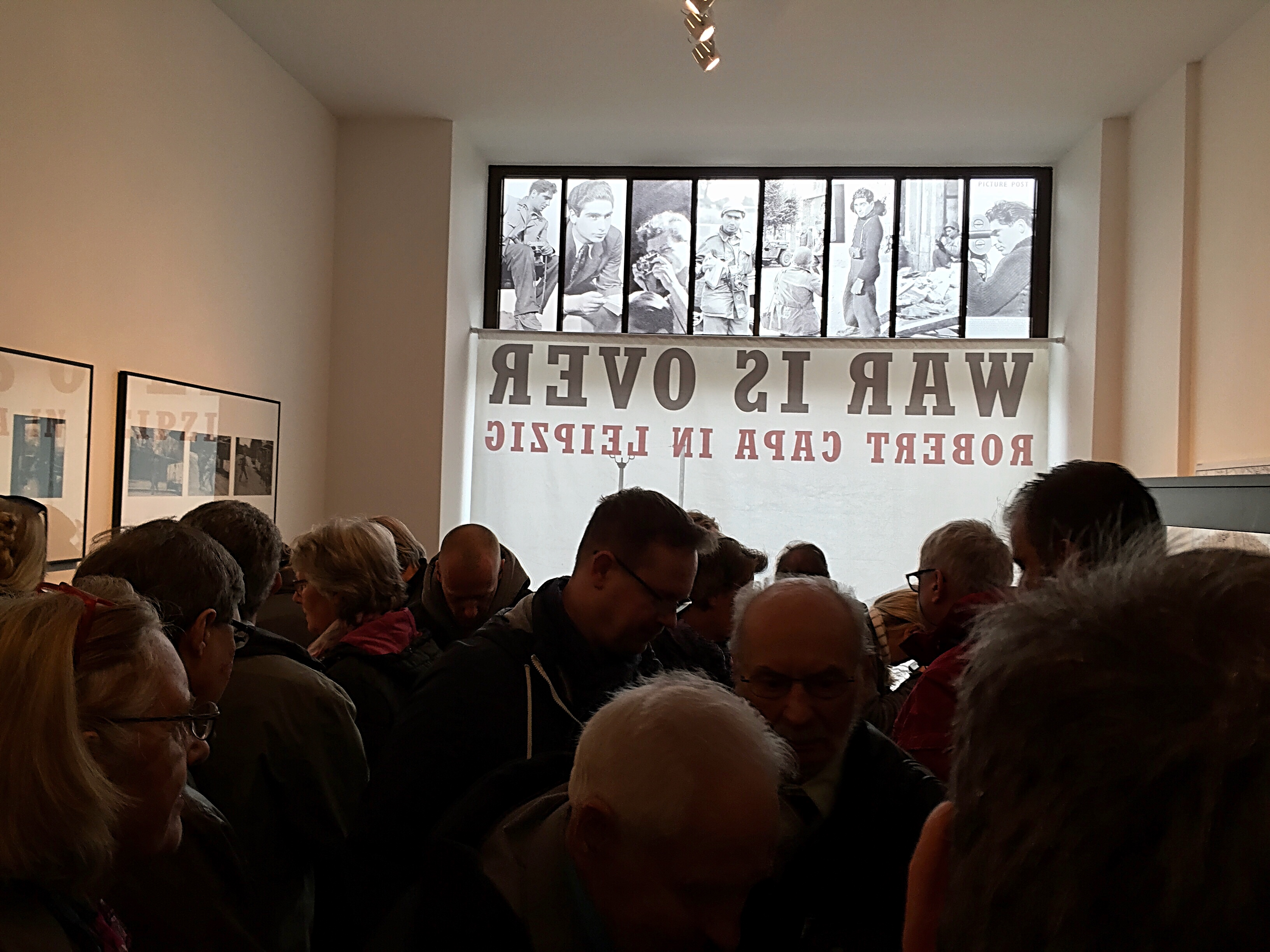
Ausstellungsraum im Café des Capa-Hauses in Leipzig, 2016

- Robert Capa – Retrospektive. Berlin, Martin-Gropius-Bau, 2005, 22. Januar bis 18. April 2005.[22]
- Robert Capa. Kriegsfotografien 1943 bis 1945. Dresden, Sonderausstellung Krieg und Frieden in den Staatlichen Kunstsammlungen, Kupferstich-Kabinett im Residenzschloss, 31. Juli bis 25. Oktober 2015.[23]
- Robert Capa – Berlin Sommer 1945. Centrum Judaicum, Berlin, 10. September 2020 – 9. Mai 2021.[24]
- Death in the Making: Reexamining the Iconic Spanish Civil War Photobook, 29. September 2022 – 9. Januar 2023, International Center of Photography, New York.
- Fragments of War in Sicily, seit Oktober 2021, Dauerausstellung im Robert-Capa-Museum, Troina
- Die Wahrheit ist das beste Bild. Robert Capa Retrospektive, 2024 im Kunstmuseum Pablo Picasso Münster
- War is over, Capa-Dauerausstellung ab 2024 im Leipziger Capa-Haus.[25]

## Dokumentarfilme
- Robert Capa – Kriegsfotograf. (OT: Robert Capa: In Love and War.) Dokumentarfilm, USA, 90 Min., 2002, Buch und Regie: Anne Makepeace, Produktion: Eagle Rock Entertainment, Parthenon Films, Kinopremiere: 17. Januar 2003 beim Sundance Film Festival, Robert Capa: In Love and War bei IMDb. Mit Unterstützung von Cornell Capas International Center of Photography und der Agentur Magnum Photos.
- Jan Arnold: Los Héroes nunca mueren oder Heroes Never Die bei IMDb, 2004.
- Der Kampf um die Freiheit. Sechs Freunde und ihre Mission. Von Budapest nach Manhattan. Dokumentarfilm, Deutschland, 95 Min., 2013, Buch und Regie: Thomas Ammann, Produktion: MDR, arte, Erstsendung: 17. Dezember 2013 bei arte.
- Alina Cyranek und Jan Frederik Vogt: Fading, Hörfilm, 2014.[26]
- Liebe am Werk – Gerda Taro & Robert Capa. (OT: L'amour à l'œuvre – Gerda Taro et Robert Capa.) Dokumentarfilm, Frankreich, 2019, 26:22 Min., Buch und Regie: Stéphanie Colaux und Delphine Deloget, Produktion: Bonne Compagnie, arte, Reihe: Liebe am Werk (OT: L'amour à l'œuvre. Couples mythiques d’artistes), Erstsendung: 14. April 2019 bei arte, Inhaltsangabe der ARD (Memento vom 17. April 2021 im Internet Archive), online.